# Pionýrský tábor
Pionýrský tábor (rusky пионе́рский  ла́герь) je dětský tábor pořádaný organizací Pionýr (Česko). Koná se pravidelně o letních, v některých pionýrských oddílech i o podzimních a jarních prázdninách. Program tábora je uspořádán ze sportovních, kreativních apod. aktivit. Tábor vede osoba starší 18 let.

## Historie
Původní organizace Pionýrská organizace ČSSR vznikla v roce 1949. Později přejmenovaná Pionýrská organizace Socialistického svazu mládeže (PO SSM) vznikla v šedesátých letech dvacátého století, byla pro děti ve věku 6-15 let. Organizaci převzala v roce 1970 Komunistická strana Československa a systém výchovy byl uspořádán podle ideologie marxismu-leninismu. Československé tábory byly inspirovány tábory Sovětského svazu, jejich program se orientoval na pobyt v přírodě. Tábory byly stanové nebo putovací. Součástí byla turistika, plavání nebo pomoc lesní správě.
V roce 1990, po sametové revoluci zanikla a vznikla nezávislá organizace Pionýr. Dnešní tábory nejsou idealistického rázu.

### Program táborů PO SSM
Program byl striktně organizován. Ráno se začínalo budíčkem, rozcvičkou, umytím, úklidem stanů a vztyčením vlajky. Následovaly výlety a občasná pomoc lesní správě. Pořádala se tematická celotáborová hra. Táborníci se často zúčastnili i tematických dnů zaměřených na hrdinství socialistických vůdců, revoluční boj za mír nebo oslavu práce. To mělo za úkol posílit idealistické myšlení mladé generace. K tomu byly také využívány recitace pionýrských slibů a ceremoniální rituály. Důraz se kladl na výchovu městských dětí, žijících například na rušných sídlištích, v přírodě. Děti byly rozděleny do věkových skupin: Jiskry - samostatná organizace pod záštitou Pionýrské organizace Socialistického svazu mládeže, Mladší pionýři, Starší pionýři. Poté následoval nástup Socialistického svazu mládeže (potencionální příprava pro nástup do KSČ).

#### Pionýrský slib
,,Slibuji před svými druhy, že budu pracovat, učit se a žít podle pionýrských zákonů, abych byl dobrým občanem své milované vlasti, Československé socialistické republiky, a svým jednáním chránit čest pionýrské organizace Socialistického svazu mládeže. “ 

### Tábořiště PO SSM
Tábory se nacházely v přírodě, v lese či na louce. Děti si postavily své stany nebo přijely do rekreačního centra, kde se tábor mohl odehrávat. Některé tábory byly i putovací - putuje se z místa na místo. Tábory, které se specializovaly na dovednosti v přírodě umožňovaly táborníkům naučit se rozdělat oheň, vařit na ohni a mnoho dalšího.

## Současný program
Hlavní částí tábora je celotáborová hra. Účastníci i vedoucí se díky hrám probíhajícím celý tábor přemisťují do různých světů a příběhů podle hlavního tématu. Děti díky hrám rozvíjejí své schopnosti a získávají nové zkušenosti. Tábory mohou mít zaměření například indiánské, rybářské, myslivecké, modelářské a další.
Tábor trvá jeden až tři týdny, podle věku dítěte od první do deváté třídy základní školy. Hry se odehrávají v lesním prostředí nebo na louce, součástí je například téma přežití v přírodě, první pomoc, vaření, šifrování, slaňování, maskování nebo také střelba.
Po složení speciálních zkoušek můžou nosit hodnost Střelce, Zdravotníka, Výsadkáře či Horala.

## Současná tábořiště
Pionýrské tábory se konají především v lese, u jezer a v hornatých oblastech, zkrátka v přírodní krajině. Děti spí nejčastěji ve stanech s podsadou nebo v hangárech. V místě tábořiště se většinou nachází ohniště, které je důležitou součástí programu tábora. V tzv. hangárech bývá i kuchyň a jídelna.
V okolí tábora se většinou nachází i vodní plocha (jezero, rybník), kam se chodí pionýři koupat, plavat a dělat další aktivity. 

## Výbava
Příklad doporučené výbavy na pionýrský tábor:
- boty na výlet
- batůžek na výlety
- rezervní ponožky (podle počasí teplé)
- pláštěnka
- pokrývka hlavy
- šátek
- toaletní papír
- repelent
- gel po bodnutí hmyzu
- sluneční brýle
- láhev na pití
- kapesník
- opalovací krém
- spací pytel
- pytel na špinavé prádlo
- ešus
- hrnek
- lžíce
- poštovní známky
- psací potřeby
- peníze ( ne zbytečně moc, ideálně dle pokynů vedoucích)

Předat vedoucím
- léky (vždy s informací o způsobu užívaní)
- kartička zdravotní pojišťovny (alespoň kopie)[14]

Další věci podle potřeb daného pionýrského oddílu.